# 司馬弼
司馬弼（？—318年），东晋宗室，司马懿玄孙，汝南文成王司马亮曾孙，汝南怀王司马矩之孙，汝南威王司马祐之子。
新蔡庄王司马确为石勒所害。无子，初以章武王司马混子司马滔奉其祀，建武元年（317年）十一月甲子，以司马弼出继司马确，袭封新蔡王（治所在今河南省新蔡县）。大兴元年（318年）十一月司马弼去世，无子，又以司馬弼弟司馬邈继承。